# Lønne Kirke
Lønne Kirke, beliggende ca. tre kilometer nordvest for Nørre Nebel, blev indviet i 1904. Den afløste den middelalderlige kirke, der var så forfalden, at den blev revet ned.
Den gamle kirke var bygget af strandsten, tuf og granit og lå ca. 200 meter syd for den nuværende kirke.
Den gamle kirkes beliggenhed er markeret på den gamle kirkegård.

## Ekstern henvisning
- Wikimedia Commons har flere filer relateret til Lønne Kirke
- Gravsteder på Lønne Kirkegård
- Gravsteder på Lønne gamle Kirkegård
- Lønne Kirke hos KortTilKirken.dk
- Lønne Kirke i bogværket Danmarks Kirker (udg. af Nationalmuseet)